# Helmut Bradl
Helmut Bradl (* 17. November 1961 in Edenried) ist ein ehemaliger deutscher Motorradrennfahrer und Vizeweltmeister der 250-cm³-Klasse der Motorrad-Weltmeisterschaft.

## Karriere
Zusammen mit Reinhold Roth, Toni Mang und Martin Wimmer gehörte er zu den besten deutschen Motorradrennfahrern Ende der 1980er und Anfang der 1990er Jahre.
Helmut Bradl und sein Bruder Max Bradl beendeten 1985 den deutschen OMK-Pokal in der Klasse 500-cm³-Viertakt jeweils auf einer Honda VF500 auf den Plätzen 1 und 2. 1987 gelang Helmut Bradl der Vizemeistertitel in der 250-cm³-Europameisterschaft, was ihm einen permanenten Startplatz in der Motorrad-WM sicherte.
Bradl startete von 1986 bis 1993 auf Honda in der 250-cm³-Klasse der Weltmeisterschaft. Sein größter Erfolg war im Jahr 1991 im HB-Racing-Team von Dieter Stappert die Vizeweltmeisterschaft. Er unterlag in diesem Jahr trotz fünf Grand-Prix-Siegen dem Italiener Luca Cadalora.
1995 bestritt Bradl zwei Läufe in der Superbike-Weltmeisterschaft.
Heute betreibt er zusammen mit seinem Bruder Max, der ihn damals bei den Rennen betreut hatte, ein Motorradgeschäft in Zahling. 
Sein Sohn Stefan Bradl ist ebenfalls Motorradrennfahrer und wurde 2011 Weltmeister in der Moto2-Klasse.

## Auszeichnungen
- ADAC Motorsportler des Jahres 1991